# Нхлангано (аеродром)
Аеродро́м «Нхлангано» (англ. Airport Nhlangano) — аеродром Свазіленду, розташований поряд з містечком Нхлангано.